# Tufandağ
Tufandağ je gorski vrh Visokega Kavkaza, v okrožju Kusar v Azerbajdžanu. Z nadmorsko višino 4191 metrov je tretja najvišja gora v Azerbajdžanu.
Goro sestavljajo jurski skrilavci. Na enem od pobočij, na nadmorski višini 3000 m, izvira reka Gudialčaj.
Tufandağ pomeni Orkanska gora zaradi pogostih orkanov in vetrov na tem območju. Po mnenju lokalnega prebivalstva je to ime povezano s pogostimi močnimi vetrovi, snežnimi nevihtami in nevihtami na gori. Zapisan je tudi pod imenom Dağ Tufan.

## Legenda
Legenda pravi, da so delci Noetove barke padli v eno od 3 jezer (jezero Tufan Nukh), ki obdajajo vznožje gore, ohranil velik kos lesa ali deske.  Med deževjem in snežnimi nevihtami ti delci plavajo na vodi jezer in izginejo, ko se vreme umiri.

## Zimskošportni center
Ta rekreacijsko-turistični objekt, ki ima vse ugodne pogoje za rekreacijo v gorskem območju, je približno 4 km od mesta Qabala. Hotelski kompleks "Qafqaz Resort", ki je v neposredni bližini trenutno zgrajene gorsko-smučarske baze, je sestavljen iz treh hotelskih stavb, SPA-centra in zabaviščnega parka ter ima vse možnosti za poletno rekreacijo. Za smučanje in deskanje na snegu je na voljo 12,3 km prog. 4 žičnice prevažajo goste. Zimsko športno območje je med 975 in 1920 m nadmorske višine.